# Hrad Kaunas
Kaunas (litevsky Kauno pilis) je částečně dochovaný hradu a muzeum v městské čtvrti Senamiestis (Staré město) krajského města Kaunas v Kaunaském kraji v Litvě.

## Galerie

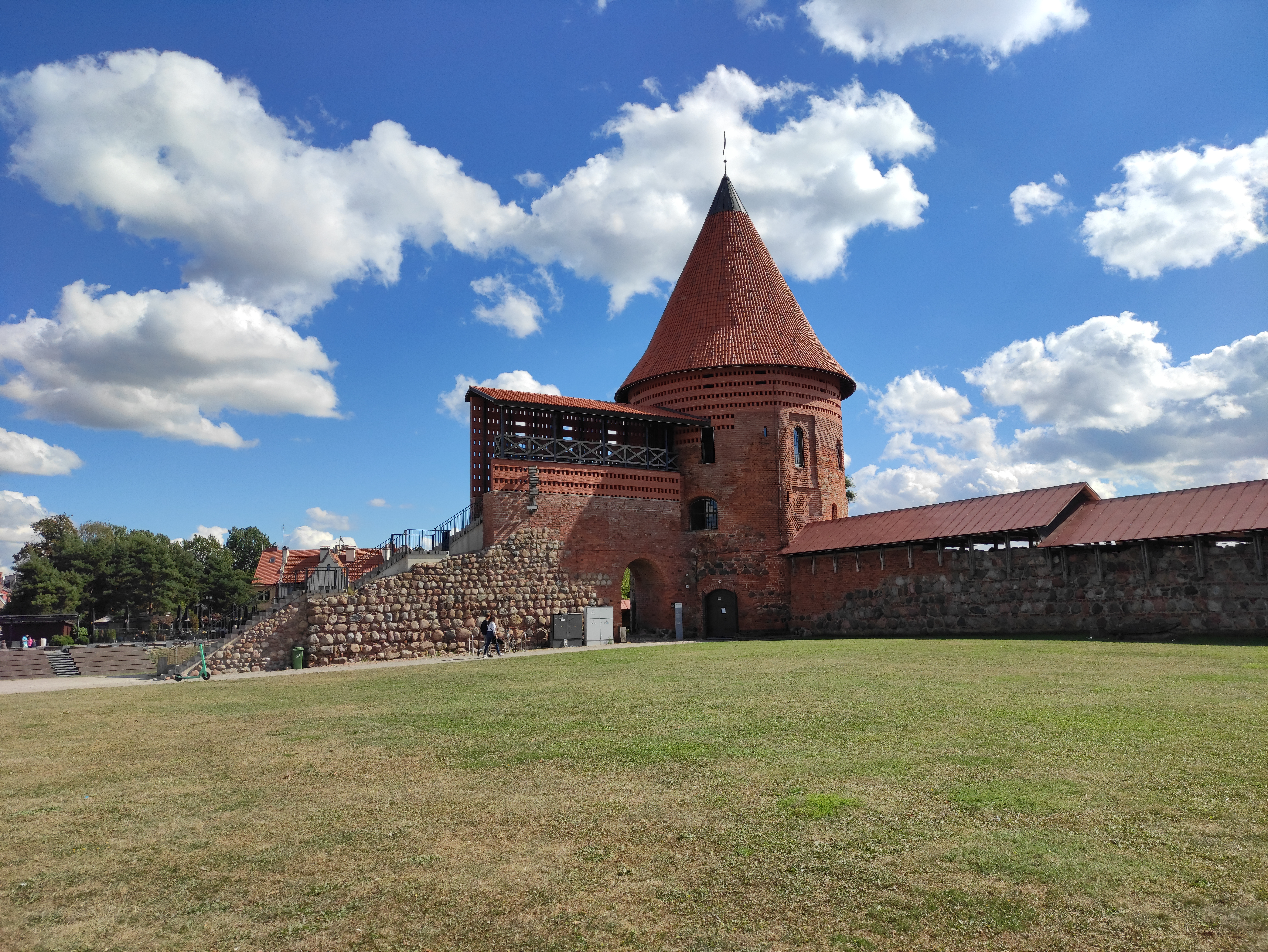
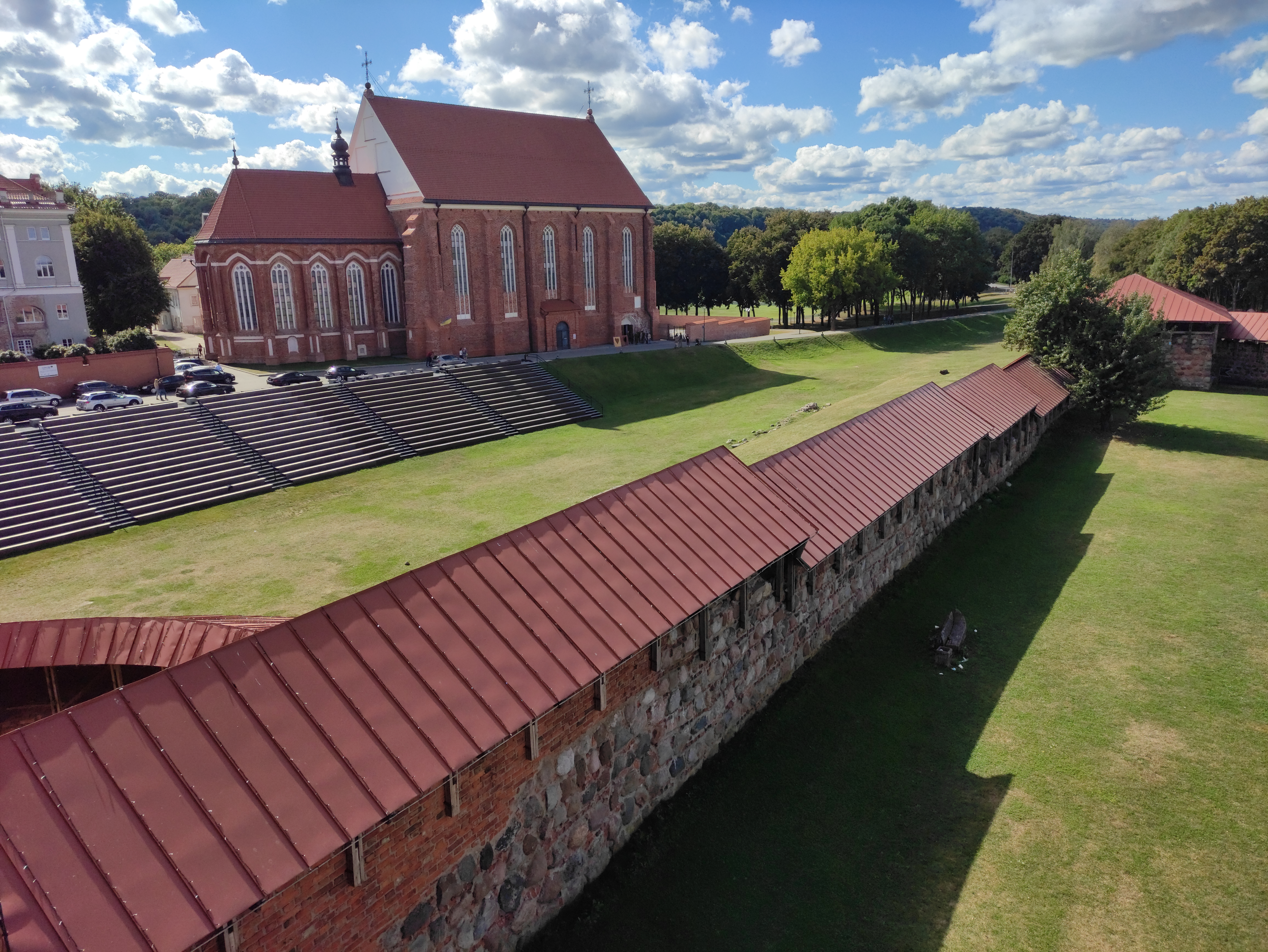
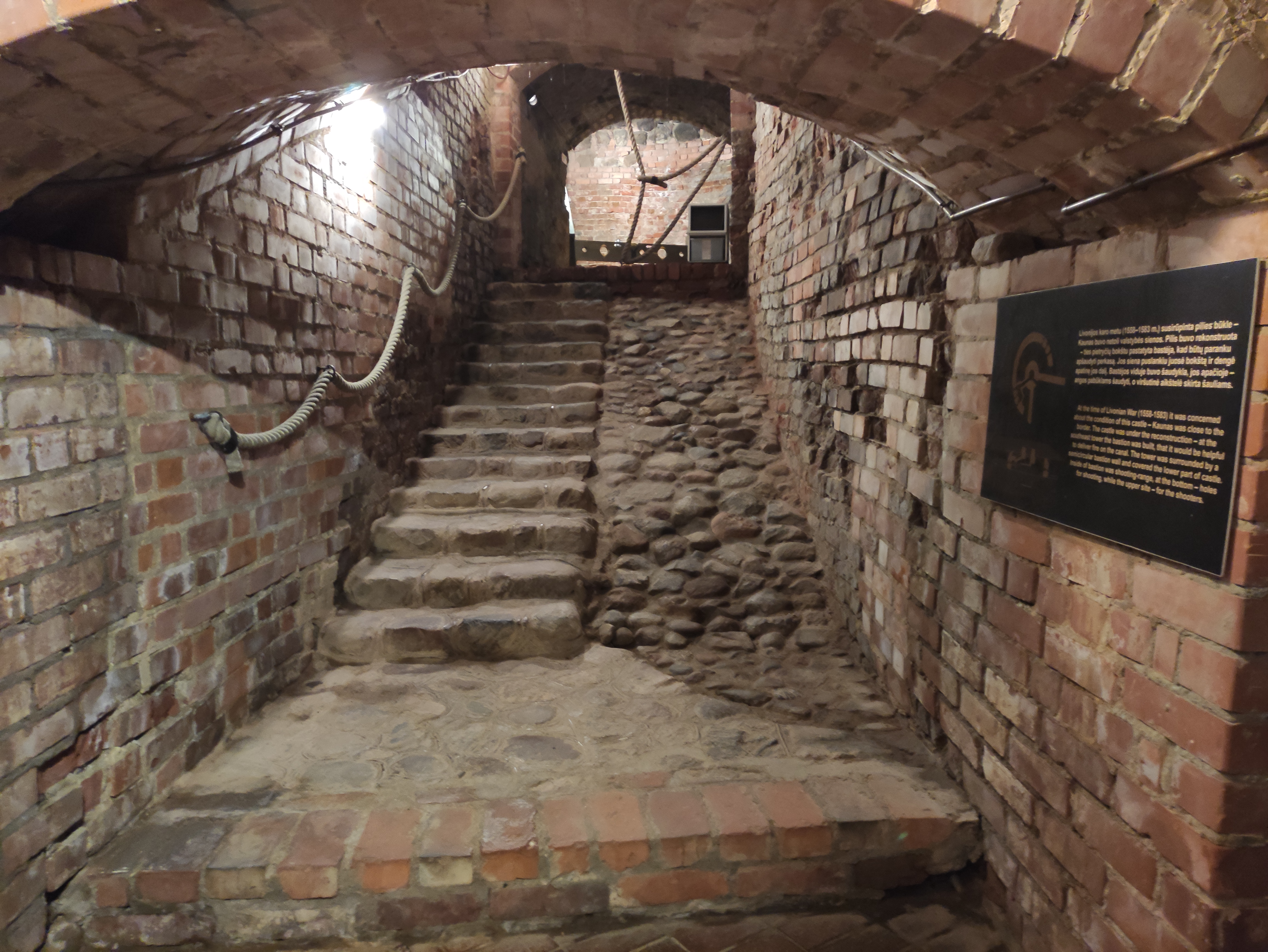
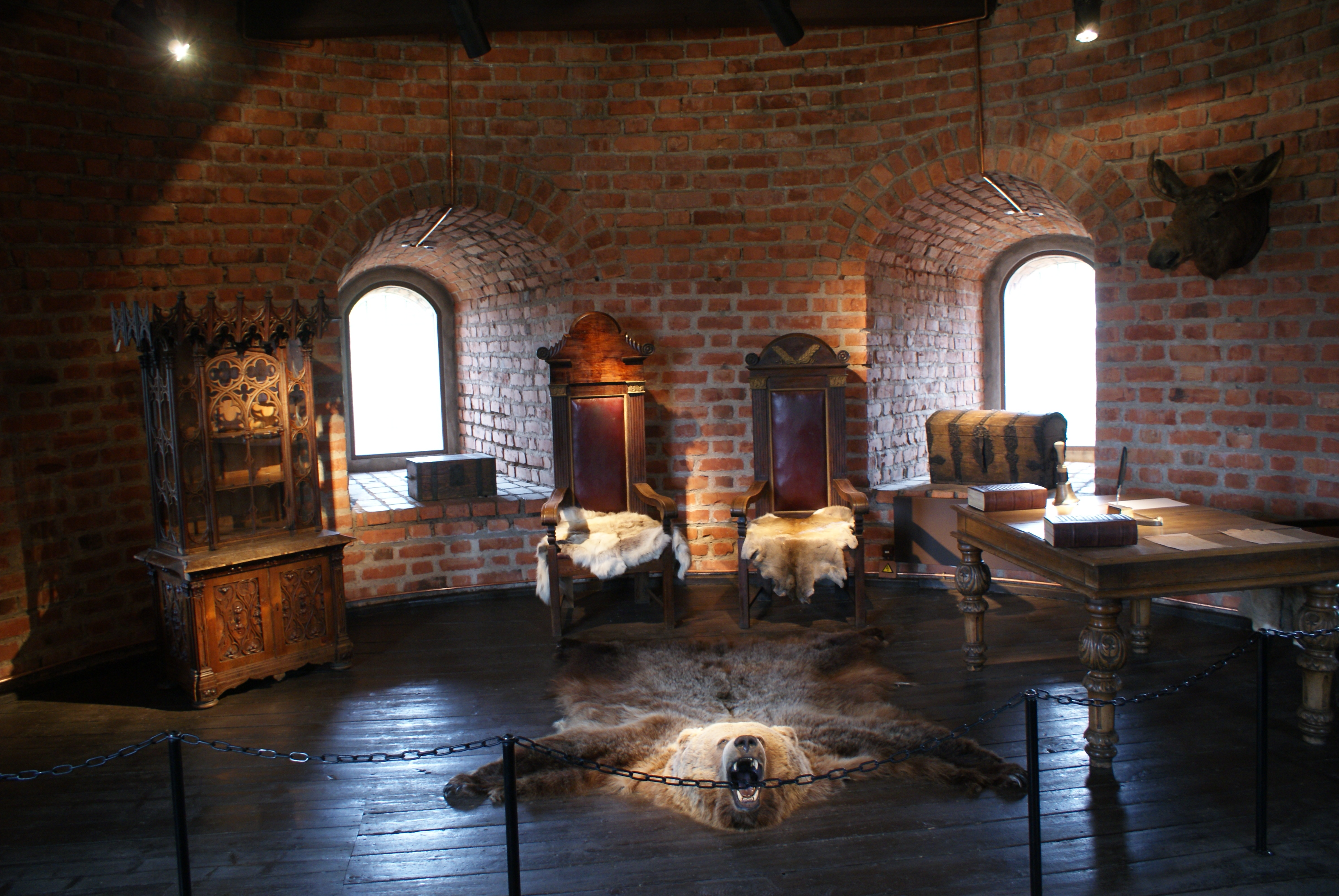
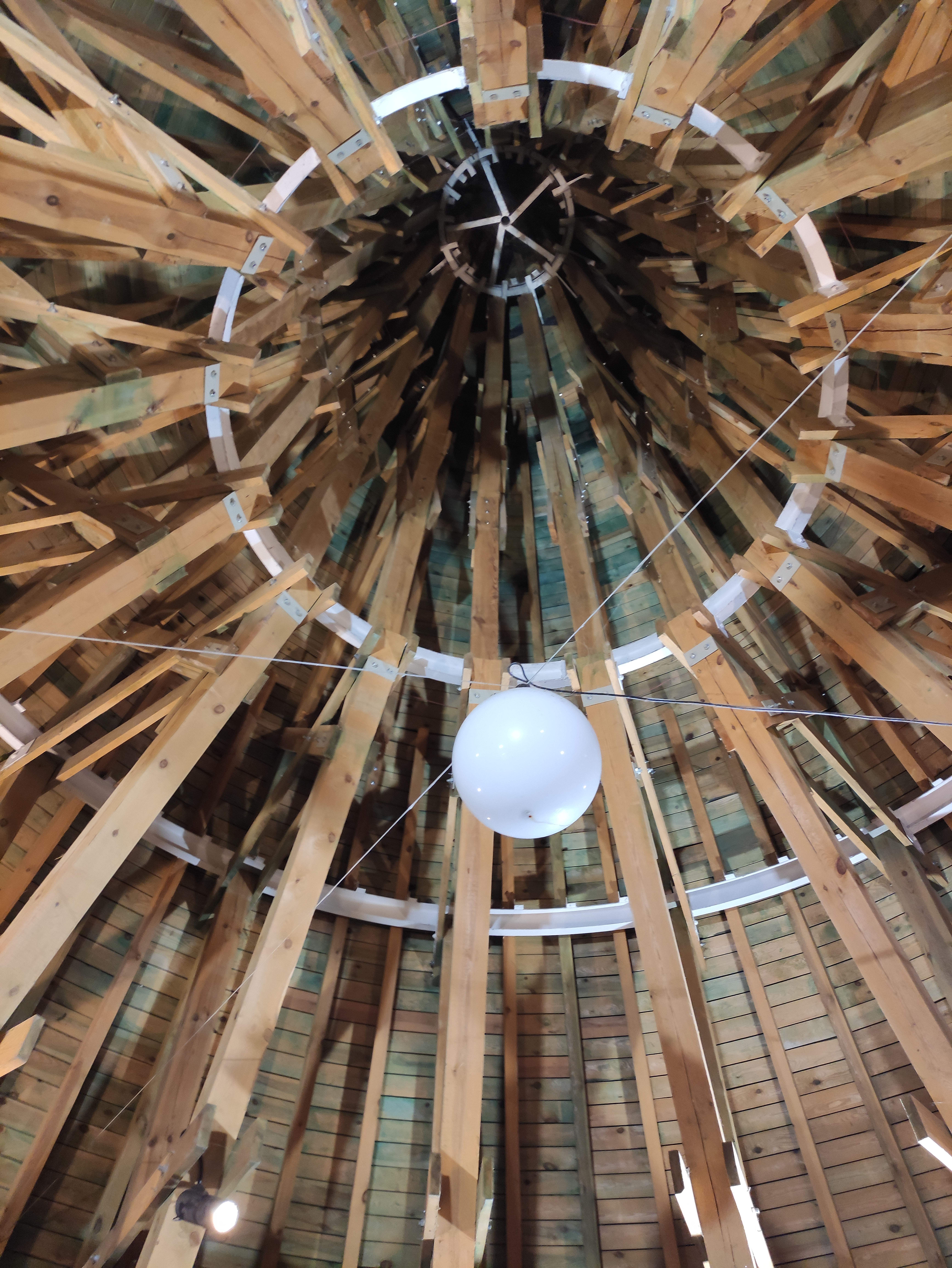

## Další informace
Hrad Kaunas využíval blízkého soutoku řek Nemunas a Neris jako součást své obrany. Hrad pochází ze 12. až 13. století a jeho gotická podoba ze 14. století. Byl několikrát poničen, dobyt a opraven. Řád německých rytířů dobyl hrad v roce 1362 a pak v roce 1384 a ve stejném roce byl opět dobyt zpět Litevci. Po bitvě u Grunwaldu ztratil hrad postupně svůj strategický a vojenský význam a později se využíval jako administrativní a rezidenční budova a nakonec byl opuštěn. Jeho rekonstrukce začala v roce 1930 a pokračovala v padesátých letech 20. století. Pozůstatky hradu jsou renovované, ve věži je vyhlídka a je zde zřízena pobočka Městského muzea v Kaunasu.